# 彭涛

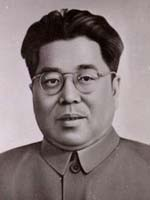
彭涛

彭涛（1913年—1961年11月14日），原名彭定乾，男，江西鄱阳人，中华人民共和国政治人物，一二·九运动的主要领导人之一。。

## 生平
彭涛是江西省鄱阳县鄱阳镇人。1926年加入共青团，任鄱阳县儿童团总团长、学联会代表。中国国民党清党后，遭通缉，1928年5月转入南昌鸿声中学就读。1930年初中毕业，到九江同文学院就读。由于找不到当地党组织，于1931年初考入北平大学附中高中部就读。“九一八事变”后，参加北平学生南下示威运动。1932年6月，加入中国左翼作家联盟北方分盟，重新入团，不久转为中国共产党党员，任平大附中团支书，因学运被高中开除，转任北平南区团区委书记，从事学生运动，从此成为职业革命者。1933年3月被派到喜峰口抗战的29军开展工作。1933年夏被派到察哈尔民众抗日同盟军吉鸿昌部工作，并任共青团张家口市委书记。1933年9月抗日同盟军失败后，回北平，1934年考入辅仁大学，以学生身份为掩护，与平大附中的同学谷景生取得联系，又找到周小舟，在北平的大中学校恢复团组织与外围抗日组织“中国民族武装自卫委员会”（宋庆龄发起创建）北平分会。1935年6月，王学明与中共河北省委取得联系，省委决定由王学明、彭涛、杨子英组成中共北平市工委，彭涛任宣传部长。1935年11月，北平市工委改为中共北平临时市委，任组织部长、北平学联党团书记、平津学生联合会南下扩大宣传团党团书记，是一二九运动的主要组织者和领导者之一。1936年任天津市委宣传部长。
抗日战争爆发后，组建中共正太特委，任特委书记，组织了一支200多人的抗日游击队，后编入八路军一二九师秦(基伟)赖(际发)支队。1938年1月任中共冀晋特委书记。1938年5月任中共冀豫晋省委副书记。1938年8月任中共晋冀豫区委民运部长。1939年9月兼任晋冀豫区委宣传部长。1943年3月任中共晋冀豫区第三地委书记、八路军太行三军分区政治委员（司令员陈锡联），以武乡县为中心。1944年5月任冀南区委副书记。1945年6月任冀鲁豫军区副政委。
1945年10月 任新建的晋冀鲁豫第三纵队政治委员（司令员陈锡联）。1947年11月上旬任中共皖西区委书记、皖西军区政委。1949年4月任南京市军事管制委员会办公室主任兼南京工委书记。
中华人民共和国成立后，1949年11月任中共川南区委第二书记、川南军区政委。1952年9月任中共重庆市委第二书记。1954年11月任国家计划委员会副主任。1956年5月化学工业部部长。1958年5月当选为候补中央委员。1960年3月兼任国家计委副主任、国家计委综合利用局（资源利用局）局长。1961年9月发现罹患肺癌，1961年11月14日中午12时03分在北京因肺癌病逝。